# Григорович Василь Іванович
Василь Іванович Григорович (рос. Василий Иванович Григорович; 1786, Пирятин, тепер Полтавська область, Україна) — український і російський мистецтвознавець та історик мистецтва, конференц-секретар і професор Академії мистецтв (Петербург), видавець часопису «Журнал изящных искусств». Обраний почесним членом РАН у 1841 році.

## Біографія
Василь Іванович Григорович народився в Пирятині, в родині священника місцевої церкви Різдва Богородиці — Івана Микитовича Григоровича. 1803 року закінчив Київську академію. 
Від 1824 брав активну участь у роботі Товариства заохочування художників у Петербурзі. Професор (з 1828 року) і конференц-секретар Петербурзької академії мистецтв. З 1839 — дійсний член Російської академії, з 1841 року — почесний член РАН.
Майже щоліта В. І. Григорович приїжджав на Гетьманщину, у Пирятин до матері, бував, зокрема, на хуторі Убіжиці, де гостював у батька Є. П. Гребінки, з яким підтримував товариські стосунки.
Видав перший у Російській імперії художній часопис «Журнал изящных искусств» (1823, 1825).
Василь Григорович сприяв розвитку мистецької освіти в Україні, допомагав молодим українським художникам. Так, він брав активну участь у звільненні Тараса Григоровича Шевченка з кріпацтва. На згадку про день звільнення поет присвятив В. І. Григоровичу поему «Гайдамаки». 24 грудня 1843 року Т. Г. Шевченко відвідав у садибі матір Григоровича, про що повідомив його листом від 28 грудня. З посвятою В. І. Григоровичу Є. П. Гребінка видав у 1837 році «Рассказы пирятинца».